# 南海電7系電車
南海電7系電車（なんかいでん7けいでんしゃ）は、南海鉄道（現・南海電気鉄道）が大正時代に製造した木造電車である。
後にモハ1001形などと改称された。

## 概要
1924年（大正13年）、難波駅 - 和歌山市駅間を1時間30分で結ぶ急行列車に使用するため、4両編成10本、計40両が川崎造船所（現・川崎車両）兵庫工場で製造された。
10編成中6編成には客船のように沿線の地名や遊覧地にちなんだ固有の愛称が編成ごとに付けられており、残る4編成は検査予備として無銘のまま運用された。
- 「浪速号」 - 大阪市の古称・別称
- 「和歌号」 - 和歌山公園（和歌山城）
- 「住吉号」 - 住吉公園、住吉大社
- 「濱寺号」 - 浜寺公園※
- 「大濱号」 - 大浜公園※
- 「淡輪号」 - 淡輪遊園（黒崎海岸※）

※印は夏季に海水浴場開設。
難波側から、
- 電付6形（電附第6号形）[1] 211 - 220
- 電7形（電第7号形） 182 - 200（偶数のみ）
- 電付5形（電附第5号形） 227 - 236
- 電7形（電第7号形） 181 - 199（奇数のみ）

の4両編成で組成されており、中間に連結される電動車・制御車ともに運転台が設置されていたが、全車に幌付きの貫通路が設置され、4両貫通編成として固定運用されるなど、後の長距離電車列車構想を先取りする内容を備えていた）。
特に先頭に立つ電付6形には手荷物室・喫茶室（食堂車）・特等室、トイレが備えられ、その設備の豪華さで一世を風靡した。
なお、電付6形は後年の格下げ直前に一時期用いられた形式称号から、「クイシニ」（ク・制御車、イ・一等車、シ・食堂車、ニ・荷物車）とも俗に呼ばれている。

## 車体
レイルロード・ルーフあるいはダブルルーフと呼ばれる、上段屋根の車端部が下段屋根に丸く落とし込んで接合されるタイプの二重屋根を持つ、15m級3扉木造車体である。
窓配置は、難波方より電7形と電付5形が1D(1)132D(1)131(1)D1、電付6形が1d(1)23(1)D152D（D：客用扉、d：手荷物扉、(1)：戸袋窓）であった。
本系列の象徴と言うべき電付6形は難波寄りのd(1)1が荷物室、続く窓5枚と客用扉が特等室、その後の窓6枚（山側は5枚）が喫茶室、残りが厨房・手洗い所というレイアウトで、特等室と喫茶室の天井には、当時としては珍しい扇風機が設置されていた。
前照灯は新造時には前面貫通扉に取り付けられていたが、格下げに伴う固定編成解体後は、順次屋根上へ移設されていった。

### 車内ラジオ放送の実施
1925年4月20日付で、本系列の「和歌号」（552-204-802-203）について、社長名で大阪逓信局長へ無線電話施設願として、アメリカ製「ニュートロダイン」型ラジオ受信機の車載認可申請が実施された。
これは鉄道車両では恐らく日本初の車内ラジオ放送サービスであり、同年5月1日付で認可、直ちに使用が開始されたと見られるが、動作が思わしくなかったのか、以後他の編成へは波及せず、この「和歌号」についても翌年8月24日付で廃止届けが提出されている。
これは受信調整にデリケートなニュートロダイン型受信機が車載に適さず、かつその増幅回路の増幅率が低く実用性に乏しかったことが原因と見られるが、喫茶室の設置や扇風機の搭載などと並び、このようなサービス向上策を積極的に実施した当時の南海の姿勢は、来るべき阪和電鉄開業による乗客の逸走に備えた予防策という意味合いが強かったにせよ、後の冷房電車と並び、評価に値するものであった。

## 主要機器
制御器はゼネラル・エレクトリック (GE) 社製PC-14、主電動機は吊り掛け式のウェスティングハウス・エレクトリック社製WH-558-J6、ブレーキはJ三動弁を使用する制御管式自動空気ブレーキであるGE社製AVRブレーキをそれぞれ搭載し、台車はJ.G.ブリル社製Brill 27MCB-2とボールドウィン社製ボールドウィンA形(BW 86-35A)である。

## 変遷

### 登場時
本形式は難波駅 - 和歌山市駅間を1時間30分で結ぶ急行運用で鮮烈なデビューを飾り、さらに1926年（大正15年）からは新設の特急にも使用された。
なお、製造直後の1924年（大正13年）12月には、在来車の一斉改番により、以下の番号に変更されている。
難波側から、
- 電付6形（電附第6号形） 551 - 560
- 電7形（電第7号形） 202 - 220（偶数のみ）
- 電付5形（電附第5号形） 801 - 810
- 電7形（電第7号形） 201 - 219（奇数のみ）

しかし、実際の運用は4編成で充分対応可能だった為、予備編成扱いの無銘の4編成は、早くも1926年（大正15年）に一般車に格下げされた。この時、電付6形557～560は、喫茶室を撤去の上、電付11形901～904に改造された。また1927年（昭和2年）には、「大濱号」「淡輪号」の2編成も格下げされ、電付6形555～556は電付11形905～906に改造されたが、906は1929年（昭和4年）に電装化されて電7形221に再改造された。

### 一般車への格下げ
1929年（昭和4年）、直線主体のルートに重軌条と重架線を敷設した高規格路線と大出力大型電車で大阪 - 和歌山間をショートカットする阪和電鉄が阪和天王寺 - 東和歌山間61.2kmを全線開業し、これを迎え撃つべく、新たに鋼製の20m級車両である電9系が1929年に20両、1930年に12両と順次新製投入された。この結果、15m級木造車体を備える本形式は一気に陳腐化した為、本形式は電9系の増備に従って順次優等列車運用から退き、格下げ改造を受けてから一般運用に充当される事になった）。
豪華な設備を誇った電付6形は、クイシニ551～553が1930年（昭和5年）に各種設備を撤去の上、電付5形クハ811～813に改造され、唯一温存されたクイシニ554も、1932年（昭和7年）にクハ814に改造され、姿を消した。また電付11形901～905については、1929年（昭和4年）に特別室を撤去してクハニ901～905となり、さらに1933年（昭和8年）には荷物室も撤去してクハ901～905となった。
1935年（昭和10年）、電7形モハ220と電付5形クハ812は佐野駅（のちの泉佐野駅）で火災により全焼し、廃車された。
1936年（昭和11年）には、在来車の車両番号整理の為に一斉改番が行われ、以下の番号に変更された。このとき、クハ901形903～905は改番と同時に電装化され、高野線平坦部分用のモハ1081形モハ1081～1083となった。
- 電7形 モハ201 - 221（220欠） → モハ1001形 1001 - 1020
- 電付5形 クハ801 - 814（812欠） → クハ1801形 1801 - 1813
- 電付11形 クハ901 - 902 → クハ1801形 1814 - 1815
- 電付11形 クハ903 - 905 → モハ1081形 1081 - 1083

モハ1001形は、旧型の木造車と混用で南海本線の普通列車主体に使用され、モハ1081形は高野線の平坦部分で使用された。1938年（昭和13年）には、モハ1001～1006の主電動機をGE244-Aに交換し、ギヤ比を高野線平坦部での運用に適した比率に変更してモハ1081形1084～1089に編入された。さらに1941年（昭和16年）には、モハ1007が追加改造されてモハ1090となった。
1940年（昭和15年）から1944年（昭和19年）にかけて、ダブルルーフだった屋根がシングルルーフに改造されている。

### 戦時中の動向
1943年（昭和18年）、堺東車庫で発生した火災により、モハ1081形およびクハ1801形各3両が全焼したが、翌1944年から1945年にかけて、モハ1201形と類似の18m級半鋼製車体を新造して原番号で復旧した。なお復旧に際しては、戦時中にもかかわらず、2段上昇窓の戦前形車体で復旧されている。
太平洋戦争末期の1945年（昭和20年）には、戦災によりモハ1019～1020およびモハ1082～1084・1089、およびクハ1802・1804が全焼し、廃車されている。また火災復旧されたばかりの半鋼製車も、モハ1082とクハ1802が戦災に遭って全焼し、廃車されている。

### 戦後の状況
戦後は、車両・線路ともに荒廃しており、可動不可の車両が続出した他、車両同士の追突事故が相次いだ。
モハ1001形については、1947年（昭和22年）に住ノ江検車区内で追突事故を起こしたモハ1001形1013は、復旧されずに廃車され、電装機器はモハ1251形1272に転用された。また廃車された車両の空き番を埋める為、1949年（昭和24年）にモハ1001～1011に整理改番された。
モハ1081形については、モハ1090が、接触事故の復旧工事の際に主電動機をモハ1001形のものに戻し、元のモハ1007に改番された。木造車として残ったモハ1081・1085・1086は、1947年（昭和22年）にモハ1241形1241～1243に改番されている。
クハ1801形については、火災復旧の半鋼製車クハ1807・1808の2両をクハ1811形1811・1812に改番の上、残った車両はクハ1801～1810に改番されたが、クハ1805（2代目）は改番直後に事故廃車となり、クハ1810がクハ1805（3代目）に改番された。1949年（昭和24年）には、1947年（昭和22年）に入線したモハ1501形（国鉄モハ63形割り当て車）と組むため、ブレーキを制御管式のJ三動弁（AVRブレーキ）から元空気溜管式のA動作弁（ATAブレーキ）に交換し、20m級大型電動車と17m級木造制御車という不釣り合いな編成を組んで使用された。
クハ1811形は、1950年（昭和25年）にモハ1081形の火災復旧車モハ1087・1088を電装解除の上、クハ1811形1813・1814に編入した結果、1811～1814の4両となったが、クハ1801形と同様にブレーキを交換して、モハ1501形の制御車として使用された。
1951年（昭和26年）、モハ1009～1011が荷物電車に改造されてモニ1045形1045～1047に改造された。しかし、鮮魚輸送によって車体が腐食した為、1959年（昭和34年）にモハ1005～1007の車体を改造して差し替えられ、元のモニ1045形は、モハ1005～1007として廃車となった。
モハ1241形は、1955年（昭和30年）に電装解除されてクハ1881形となり、加太線で使用された。その後、1960年（昭和35年）から1961年（昭和36年）にかけて廃車されている。
1960年（昭和35年）には、モハ1501形1513～1520が電装解除されてクハ1951形1951～1958となった事により、クハ1801・1811形とのペアは解消され、クハ1801形は、1805～1809の5両がブレーキ弁を元に戻して再びモハ1001形と組むようになった一方、1801～1804については、ブレーキ弁そのままであった。またクハ1811形は、同形車体のモハ1201形と組む様になった。

### 廃車
本系列は、他の木造車と異なり比較的大きく収容力のある車体であること、正面貫通路付きで使い勝手がよかったこと、また木造車としては最末期の製作であったため傷みの進行が遅かったことから、昭和30年代半ばまで重用されていたが、運輸省より木造車を淘汰するよう指導があったことや老朽化の進行に伴い、1960年（昭和35年）より順次廃車され、最後まで残ったモハ1001～1004・1008およびクハ1805が1963年（昭和38年）12月７日付けで廃車された事により、南海電鉄の旅客用車両として最後の木造車（軌道線を除く）が消滅した。
一方、モニ1045形は引き続き使用されていたが、車体老朽化や、事業用車からも木造車を淘汰する為、1968年（昭和43年）にクハ2851形2851・2852及びクハ1901形1911を電装化および車体改造したモニ1045形（2代目）に代替されて廃車となり、この時点で南海電鉄最後の木造車が消滅した。
この系列では最後まで残った半鋼製車体のクハ1811形は、引き続きモハ1201形と編成を組んで使用されていたが、車体更新の対象からは外され、モハ1201形より早く、1970年（昭和45年）に廃車された。